# Солодовников, Андрей Петрович
Андрей Петрович Солодовников (1923—1995) — сельскохозяйственный деятель, Герой Социалистического Труда (1949).

## Биография
Андрей Солодовников родился 20 октября 1923 года в селе Большая Джалга (ныне — Ипатовский район Ставропольского края). Участвовал в боях Великой Отечественной войны. Демобилизовавшись, жил и работал в Чулымском районе Новосибирской области. С 1947 года жил на родине, работал бригадиром тракторной бригады совхоза «Южный».
Указом Президиума Верховного Совета СССР от 2 сентября 1949 года за «исключительные заслуги перед государством и высокие показатели в уборке зерновых культур» Андрей Солодовников был удостоен высокого звания Героя Социалистического Труда с вручением ордена Ленина и медали «Серп и Молот».
С 1967 года Солодовников работал главным инженером, председателем профкома, заместителем по хозяйственного директора совхоза «Искитимский» в селе Тальменка Искитимского района Новосибирской области. Умер 20 апреля 1995 года, похоронен в Тальменке.
Был также награждён орденом Отечественной войны 2-й степени и рядом медалей.